# Elżbieta Carton De Wiart
Elżbieta Maria Carton De Wiart z domu Roszkowska (ur. 25 października 1950 w Gdańsku) – polska architekt wnętrz, projektantka i malarka.

## Życiorys
Urodziła się w Gdańsku jako drugie z czworga dzieci profesora Ireneusza Roszkowskiego, potomka rodu Roszkowskich herbu Ogończyk. W tym okresie jej ojciec został oddelegowany z rodziną jako docent do gdańskiej Kliniki Położniczo-Ginekologicznej Akademii Medycznej. W 1951 również z powodu pracy ojca, przeniosła się do Poznania. W 1955 powróciła z rodziną na stałe do Warszawy. W Warszawie spędziła większość dzieciństwa. W 1969 ukończyła XV Liceum Ogólnokształcące im. Narcyzy Żmichowskiej w Warszawie. Jest absolwentką architektury wnętrz na Akademii Sztuk Pięknych w Warszawie. Po ukończeniu studiów zaczęła pracę jako samodzielny architekt wnętrz. Dokonała rewitalizacji wnętrz wielu kamienic w polskich miastach, a także w Paryżu. Zrealizowała wiele projektów związanych z prywatnym zleceniami. Przewodziła także gruntownej rewitalizacji historycznego dworku należącego do rodziny Roszkowskich znajdującego się w Parku Zamajdan-Olszyny. Oprócz architektury wnętrz zajmuje się także malarstwem.

### Życie prywatne
Jest córką światowej sławy ginekologa prof. Ireneusza Roszkowskiego. Jej bratem jest prof. Piotr Roszkowski. W 1970 wyszła za mąż za Francuza o polskich korzeniach Paula Carton de Wiart, z którym była w związku małżeńskim do jego śmierci w 2008 r. Włada biegle językiem francuskim, a także komunikatywnie angielskim.